# فالنتينا كوجان
فالنتينا كوجان (بالإسبانية: Valentina Kogan) مواليد 19 مارس 1980 في بوينس آيرس، هي لاعبة كرة يد أرجنتينية تلعب كحارس مرمى. مثلت منتخب الأرجنتين لكرة اليد للسيدات. شاركت في دورة الألعاب الأولمبية الصيفية سنة 2016. حققت المركز الثاني في دورة الألعاب الأمريكية 2003.

## سجل المنافسة
شاركت في البطولات التالية:
- الألعاب الأولمبية الصيفية 2016
- بطولة العالم لكرة اليد للسيدات 2011
- بطولة العالم لكرة اليد للسيدات 2015

## الميداليات
| الميدالية | المسابقة                    |
| --------- | --------------------------- |
| فضية      | دورة الألعاب الأمريكية 2003 |
| فضية      | دورة الألعاب الأمريكية 2011 |
| فضية      | دورة الألعاب الأمريكية 2015 |
| برونزية   | دورة الألعاب الأمريكية 2007 |

## روابط خارجية
- فالنتينا كوجان على موقع أوليمبيديا (الإنجليزية)
- فالنتينا كوجان على موقع اللجنة الأولمبية الأرجنتينية (الإسبانية)